# Anticharis juncea
Anticharis juncea är en flenörtsväxtart som beskrevs av Harriet Margaret Louisa Bolus. Anticharis juncea ingår i släktet Anticharis och familjen flenörtsväxter. Inga underarter finns listade i Catalogue of Life.